# Serrat de la Violeta
El Serrat de la Violeta és una petita serra situada al municipi de Siurana a la comarca de l'Alt Empordà, amb una elevació màxima de 50,9 metres.